# خزان (شاخن)
خزان (بالفارسية: خزان) هي مستوطنة تقع في إيران في قسم شاخن الريفي. يقدر عدد سكانها بـ 457 نسمة .